# Egon von Loebell
Egon Robert Karl von Loebell (* 19. April 1879 in Weilburg an der Lahn; † 15. Juni 1939 in Potsdam) war ein deutscher Offizier und Militärschriftsteller.

## Leben

### Herkunft und Familie
Egon war der einzige Sohn des preußischen Generalleutnants Arthur von Loebell (* 1848; † 1928) und dessen Ehefrau Jenny, geb. Löffler (* 1856; † 1935). Er heiratete am 9. Dezember 1922 in Hamburg Alice, geb. Böhmer (* 1885; † N. N.). Friedrich Wilhelm von Loebell war sein Onkel.

### Karriere
Am 18. August 1900 wurde von Loebell zum Unterleutnant im 3. Garde-Regiment zu Fuß der Preußischen Armee ernannt. Am 27. Januar 1910 erfolgte seine Beförderung zum Oberleutnant im selben Regiment. Schon am 22. März 1914 wurde er zum Hauptmann befördert. Während des Ersten Weltkrieges kämpfte von Loebell als Bataillonskommandeur mit seinem Regiment in Frankreich und erhielt für seine Verdienste das Eiserne Kreuz.
Am 21. März 1920 war von Loebell, neben Leutnant Kubich, Unteroffizier Hedaleines und dem Zeitfreiwilligen Jacks Teil eines Kriegsgerichts, welches zahlreiche Todesurteile nach dem Scheitern des Kapp-Putsches zur Hinrichtung aussprach, darunter der USPD-Kommunalpolitiker Alexander Futran. Er wurde in die neugegründete Reichswehr übernommen und wurde am 1. Februar 1923 zum Major in der Inspektion für Waffen und Geräte ernannt. Am 1. Mai 1928 wurde er zum Oberstleutnant im Heeres-Waffenamt (WaA) befördert. Danach diente er als Abteilungsleiter der Infanterieabteilung des Heeres-Waffenamt im Reichswehrministerium, wo er auch am 12. April 1931 zum Oberst befördert wurde. Zu seinen dortigen drei untergeordneten Offizieren zählten Major Richard Veith, Hauptmann Karl Ritter von Weber und Hauptmann Walther Hillert; alles spätere Generäle. Danach schied er aus der Reichswehr aus und ließ sich in Potsdam nieder.
Egon von Loebell trat 1918 dem Johanniterorden bei und worte dort 1926 Rechtsritter, war Mitglied in der Brandenburgischen Genossenschaft der Kongregation.

## Werke (Auswahl)
- Mit dem 3. Garde-Regiment z. F. im Weltkriege 1914/18 Tagebuch. Hiehold & Lanz, 1920
- Mit Gott für König und Vaterland gewidmet den im Weltkriege gefallenen Helden des Königl. Preuss. 3. Garde-Regiments zu Fuss; 1914–1918. Meisenbach, Riffarth & Co, 1921
- Das 3. Garde-Regiment zu Fuß im Weltkriege. Stalling, 1926
- Der Nahkampf: Beispiele und Lehren auf Grund der Erfahrungen des Weltkrieges. Mittler, 1929
- Gefechte unter besonderen Verhältnissen Beispiele u. Lehren auf Grund d. Kriegserfahrgn. Mittler, 1931
- Neuzeitliche Infanteriewaffen. 1934
- Glanz der Friedenszeit. 1935
- Unter dem Preußischen Adler. Voggenreiter, 1936
- Technik im Spanischen Kriege, 1938